# Helige Franciskus systraskap
Helige Franciskus systraskap eller Klaradals kloster är ett kloster inom Svenska kyrkan, uppkallat efter och inspirerat av den katolske munken Franciskus och nunnan Klara av Assisi.[källa behövs]
Helige Franciskus systraskap utgörs av fyra systrar vilka bor på Klaradals kloster i Sjövik. Systrarna har tidigare varit verksamma i Jonsered, Lerum samt Rävlanda. I Rävlanda verkade systrarna fram till årsskiftet 2007/2008 då de flyttade in i Frälsningsarméns gamla sommarhem i Sjövik i Lerums kommun.